# Сторгозия (сорт грозде)
Сторгозия е червен винен сорт грозде, селектиран в Института по лозарство и винарство – гр.Плевен чрез кръстосването на сортовете Букет и Вилар блан. Утвърден е като нов сорт през 1976 г. Разпространен е основно в Северния лозаро-винарски район.
Къснозреещ сорт: узрява през първата половина на октомври. Лозите са със силен растеж, с висока родовитост и добив. Не е склонен към изресяване и милерандаж. Устойчив на мана, оидиум и сиво гниене, на ниски зимни температури. Има висока възстановителна способност, поради което може да се отглежда при различни стъблени формировки.
Гроздът е средно голям (150 – 160 г.), цилиндрично-коничен, сбит или полусбит. Зърната са дребни (1,6 – 1,8 г.), сферични. Кожицата е тънка, жилава, тъмносиня, с обилен восъчен налеп. Консистенцията е сочна, с хармоничен вкус. Сокът е безцветен.
Гроздето натрупва от 22 до 24 % захари (а в благоприятни и топли години до 25 – 26 %) и 7,6 г./л. киселини. Използва се за получаване на червени трапезни вина с интензивночервен цвят, свежи, плътни, екстрактивни, с приятен плодов аромат. В години, когато гроздето натрупва повече захари, могат да се произвеждат и висококачествени десертни вина.